# Unidad Comunitaria del Distrito Escolar 187 de North Chicago
La Unidad Comunitaria del Distrito Escolar 187 de North Chicago (North Chicago Community Unit School District 187 ) es un distrito escolar en Illinois. Tiene su sede en North Chicago.
A partir de 2016 Ben Martindale fue el jefe executivo de educación del distrito. El distrito tiene dos consejos, una autoridad independiente y un panel de Supervisión Financiera.
Gestiona dos escuelas de los grados PreK-2, Forrestal y North; dos escuelas de 3-5, A.J. Katzenmeier School y Yeager School;una escuela media, Neal Math and Science Academy; y la Escuela Secundaria de North Chicago (North Chicago Community High School o NCCHS).